# Exposição Brasileira-Allemã

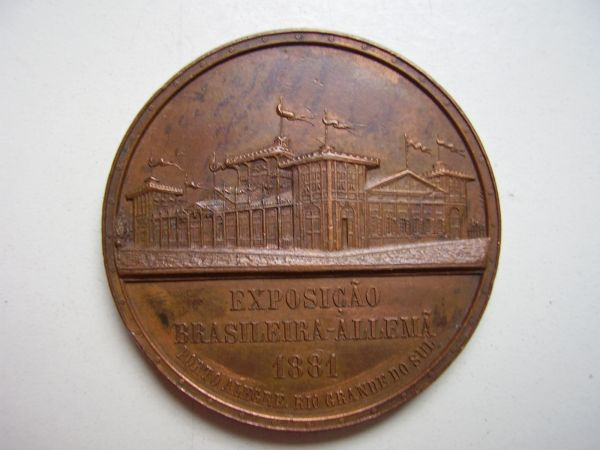
Medalha da Exposição Brasileira-Allemã, mostrando o pavilhão principal

Exposição Brasileira-Allemã foi uma exposição internacional de agricultura, indústria e comércio realizada em Porto Alegre em 1881.
Foi parte do ciclo de exposições industriais realizadas pelo governo provincial em 1866, 1875, 1881 e 1901. Organizada por Carlos von Koseritz, foi a primeira exposição mundial realizada no Brasil. Nela foram expostos tanto produtos alemães, quanto brasileiros, dando ênfase nos produzidos pelos colonos alemães no Brasil. O grande objetivo da Exposição era divulgar os produtos brasileiros para os enviados dos principais mercados da Alemanha e, em contrapartida, apresentar aos brasileiros os produtos fabricados pelos alemães.
A exposição foi realizada na chácara da Harmonia, de propriedade de Carlos Trein, fato que gerou críticas a Koseritz, acusado de tirar vantagens financeiras.
Várias províncias remeteram seus principais produtos, destinados à possível exportação para o mercado alemão. Do Rio Grande do Sul vieram produtos de várias cidades: de Passo Fundo foi trazido trigo, de Três Coroas artigos da indústria de couro, linho, algodão, licores destilados a vapor e tijolos ocos vieram de Santa Cruz do Sul, fumo de Taquara, etc.
A exposição também teve uma parte artística, com obras variadas abrangendo pintura, desenho, escultura ornamental e fotografia, além de marcenaria, tornearia, trabalhos manuais ( bordado sobre papel e navios em miniatura) e  artesanato indígena. Entre os artistas estavam Frederico Trebbi, Balduíno Röhrig e Pedro Weingärtner, este lá participou de sua primeira exposição coletiva. Além dos fotógrafos Luigi Terragno, Augusto Amoretty (medalha de ouro), Eduardo von Borowski, Santiago da Costa, João King, A. Steckel e Balduíno Röhrig.; e escultores de mármore, como Adriano Pittanti, expondo um premiado "lavatório-toalete de mármore (pedestal, mesa, bacia, colunas e moldura para espelho)". A Livraria Americana de Pelotas recebeu o primeiro prêmio, por suas edições. No total foram 923 expositores, com 2 264 objetos classificados, boa parte de originário de outras províncias e do exterior.
Os melhores participantes foram premiados com medalhas comemorativas, premiação esta que levou a desacordos entre a população brasileira e de origem alemã. Por causa destes conflitos foi incendiado o pavilhão principal da exposição, com a perda da maior parte dos itens ali expostos, entre eles a coleção etnográfica de Koseritz, além de outras coleções de zoologia, mineralogia e botânica.